# Fuchs Herman
Fuchs Herman (írói neve Brassói Fuchs Herman, Brassó, 1915. február 18. – Kolozsvár, 1996. április 8.) magyar paleontológus.
Fő kutatási területe az őslénytan volt.

## Életútja
Középiskoláit Székelyudvarhelyen és Brassóban, egyetemi tanulmányait Kolozsvárt végezte (1942). Itt kezdte tudományos pályáját mint egyetemi adjunktus, majd mint a paleontológia előadótanára dolgozott 1977-es nyugdíjba vonulásáig. Román és magyar nyelvű szakközleményei az Erdélyi-medence ősmaradványaival foglalkoztak, a Kis-Küküllő völgyében talált negyedkori gyapjas orrszarvú kövületét Kónya István marosvásárhelyi muzeológussal dolgozta fel (Studii și Materiale II. Marosvásárhely, 1967). Szakközleményei 1955-től a budapesti Földtani Közlönyben és a kolozsvári Bolyai Tudományegyetem, majd Babeș-Bolyai Egyetem folyóirataiban jelentek meg.
Népszerűsítő paleontológiai cikkeinek sorozata jórészt Kolozsvár gazdag ősvilágára vonatkoztak, szakmai igényességgel megírt tájékoztatóit a Korunk, A Hét, Igazság és Előre, Budapesten az Élet és Tudomány közölte. A tudós professzor Kolozsvár környékén gyűjtött kövületeit és szakkönyvtárának egy részét családja közösségi célokra ajánlotta fel, amelyet 2006-ban a nagyenyedi Bethlen Gábor Kollégium kapott meg.

## Társasági tagság
- Erdélyi Kárpát-Egyesület (EKE)